# Nella mia famiglia
Nella mia famiglia (titolo originale: All in my family) è un documentario statunitense diretto da Hao Wu e distribuito da Netflix il 3 maggio 2019.

## Trama
Hao Wu, regista omosessuale di nazionalità cinese, è emigrato negli Stati Uniti da molti anni e decide di documentare il momento in cui la sua famiglia, la quale vive in Cina, apprende la decisione di avere dei figli con il proprio compagno (tramite madre surrogata).
L'opera tenta di mettere in luce una famiglia comune cinese, di cui Hao Wu è l'unico erede maschio, nel tentativo di accettare e condividere una scelta di vita che in Cina rappresenta ancora un tabù.